# Râul Vlașca
Râul Vlașca este un curs de apă, afluent al râului Satului. 